# (4842) Atsushi
(4842) Atsushi (1989 WK) – planetoida z grupy pasa głównego asteroid okrążająca Słońce w ciągu 3 lat i 139 dni w średniej odległości 2,25 j.a. Została odkryta 21 listopada 1989 roku.